# Гриб Олег Герасимович
Оле́г Гера́симович Гри́б (20 липня 1947, Харків — 26 січня 2024, Харків) — фахівець у галузі енергетики, доктор технічних наук, професор Національного технічного університету «Харківський політехнічний інститут», лауреат Державної премії України в галузі науки і техніки.

## Життєпис
У 1966 р. закінчив Харківський будівельний технікум, у 1973 р. — Український заочний політехнічний інститут (Харків).
У 1967—1969 рр. працював техніком в Українському державному проектному інституті «Важпромелектропроект» (Харків).
У 1969—1973 рр. — лаборант, інженер в Харківському вищому інженерно-командному училищі.
У 1973—1974 рр. проходив службу в ВЧ 44432 в м. Білогорськ.
У 1974—1980 рр. працював молодшим науковим співробітником у Харківському військовому командному училищі.
У 1980—1992 рр. працював в Українському заочному політехнічному інституті асистентом, старшим викладачем, доцентом (від 1988) кафедри електричних станцій та електропостачання.
З 1992 р. — доктор технічних наук.
У 1992—2010  рр. працював у Харківській національній академії міського господарства, від 1995 р. — професор, від 1997 р. завідував кафедрою електропостачання міст.
У 2010—2021 рр. — завідувач кафедри автоматизації енергосистем (нині автоматизації та кібербезпеки енергосистем) НТУ «Харківський політехнічний інститут», від 2021 р. — професор цієї кафедри.
У 2013 р. став лауреатом Державної премії України в галузі науки і техніки 2013 року (за роботу «Автоматизована система обліку електричної енергії з контролем показників якості»).
Академік Технологічної академії наук України

## Науковий здобуток
Основний напрям наукових досліджень — методика обліку електричної енергії та її якості.
Був членом двох спеціалізованих вчених рад по захисту докторських та кандидатських дисертацій в НТУ «ХПІ».
Автор майже 400 друкованих робіт (в тому числі 23 монографії, 30 патентів, 26 посібників та підручників). Підготував 9 докторів та 8 кандидатів наук.

## Основні праці
- Оценка погрешности измерения несимметрии напряжений на фоне помех // Измерительная техника. 1989. № 4;
- Расчетные выражения для определения места повреждения при однофазных коротких замыканиях в сети с эффективно заземленно й нейтралью // Вест. Нац. тех. університета «Харьков. политех. ин-т». 2001. № 14;
- Проектирование систем электроснабжения: Учеб. пособ. Х., 2002;
- Автоматизированные методы и средства определения мест повреждения линий электропередачи: Учеб. пособ. Х., 2003,
- Контроль и регулирование несимметричных режимов в системах электроснабжения: Учеб. пособ. Х., 2003;
- Автоматизовані системи обліку та якості електричної енергії: Монографія. Х., 2012 (співавт.);
- Аналіз перспектив розвитку цифрової енергетики в Україні // Вісник Національного технічного університету «ХПІ». Гідравлічні машини та гідроагрегати. 2020. № 1 (співавт.).